# Adhésif sensible à la pression

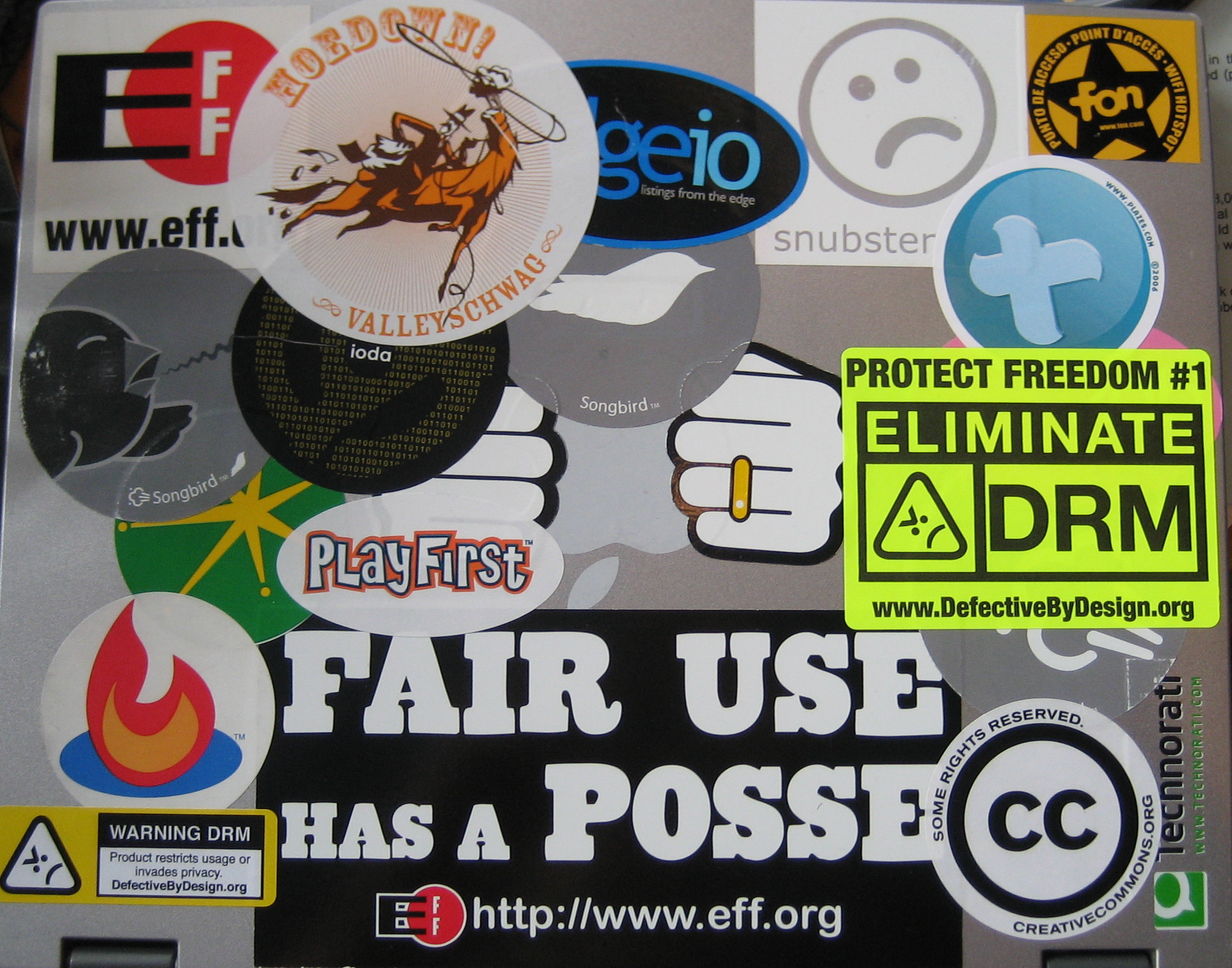
Autocollants sur un ordinateur portable, appliqués avec un adhésif sensible à la pression.

Un adhésif sensible à la pression (ASP ou PSA, pour en anglais : pressure-sensitive adhesive) est un type d'adhésif non réactif qui forme une liaison lorsqu'une pression est appliquée pour lier l'adhésif à une surface.  Aucun solvant, eau ou chaleur n'est nécessaire pour activer l'adhésif.
Il est utilisé dans des éléments tels qu'un ruban adhésif, une étiquette, un point de colle, un bloc-notes, une garnitures automobiles, et une grande variété d'autres produits.
Comme l'expression « sensible à la pression » l'indique, le degré d'adhésion est influencé par la quantité de pression utilisée pour appliquer l'adhésif sur la surface.
Les facteurs de surface tels que le lissage, l'énergie de surface, l'élimination des contaminants, sont également importants pour un collage performant.
Les ASP sont généralement conçus pour former une liaison et tenir correctement à température ambiante. En général, les ASP réduisent ou perdent leur adhérence à basse température et réduisent leur capacité de maintien en cisaillement à haute température ; des adhésifs spéciaux sont conçus pour fonctionner à haute ou basse température.

## Adhésifs structurels et adhésifs sensibles à la pression
Les adhésifs peuvent être divisés en deux catégories : les adhésifs structurels (ou structuraux) et les adhésifs sensibles à la pression.  Pour former une liaison permanente, un adhésif structurels durcit par un processus tel que l'évaporation du solvant (par exemple, la colle blanche), la réaction aux rayons UV (comme dans les adhésifs dentaires), la réaction chimique (par exemple, les adhésifs époxy à deux composants), ou le refroidissement (comme la colle thermofusible). En revanche, un adhésif sensible à la pression (ASP) forme une liaison simplement par l'application d'une légère pression pour marier l'adhésif avec le support.
Un adhésif sensible à la pression est conçu avec un équilibre entre l'écoulement et la résistance à l'écoulement. La liaison se forme parce que l'adhésif est suffisamment souple pour s'écouler sur le support ou le mouiller. La liaison est résistante parce que l'adhésif est suffisamment dur pour résister à l'écoulement lorsqu'une contrainte mécanique y est appliquée. Une fois que l'adhésif et le support sont proches, des interactions moléculaires telles que les forces de van der Waals sont également impliquées dans la liaison, elles contribuent de manière significative à la résistance finale de sa liaison. Un ASP présentent des propriétés viscoélastiques (visqueux et élastique), qui sont toutes deux utilisées pour un bon collage.
Contrairement aux adhésifs structurels, dont la résistance est évaluée en tant que résistance au cisaillement, les adhésifs sensibles à la pression sont caractérisés par leur résistance au cisaillement et au pelage ainsi que par leur adhésion initiale. Ces propriétés dépendent, entre autres, de la formulation, de l'épaisseur du revêtement, du frottement et de la température.
Les adhésifs sensibles à la pression « permanents » sont initialement sensibles à la pression et amovibles (par exemple pour récupérer des marchandises mal étiquetées), mais après quelques heures ou quelques jours, ils changent de propriétés, en devenant moins ou pas visqueux, ou en augmentant la force de liaison, de sorte que la liaison devient permanente.[citation nécessaire]

### Effets de la forme
Le collage d'un ruban ou d'une étiquette peut être affecté par sa forme. Un ruban aux coins pointus commencent à se détacher à ces coins ; la force d'adhésion peut être améliorée en arrondissant les coins.

## Applications

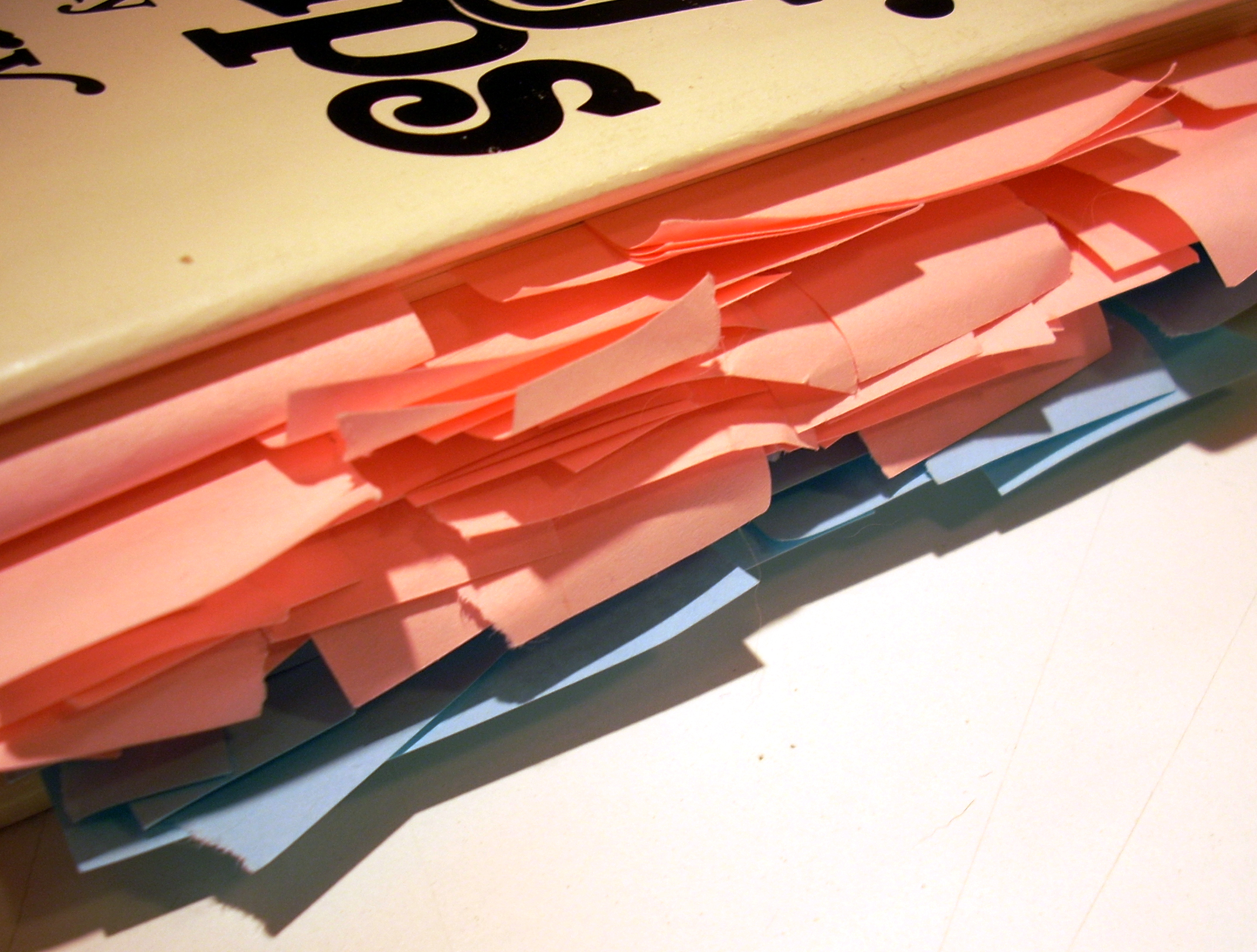
Exemple d'utilisation de Post-it.

Un adhésif sensible à la pression est conçu pour des applications permanentes ou amovibles. Parmi les exemples d'applications permanentes, citons les étiquettes de sécurité pour les équipements électriques, le ruban adhésif pour les conduits de CVC (chauffage, ventilation et climatisation), l'assemblage de garnitures intérieures automobiles et les films d'amortissement du bruit et des vibrations. Certains ASP permanents haute performance présentent des valeurs d'adhérence élevées et peuvent supporter des kilogrammes de poids par centimètre carré de surface de contact, même à température élevée.[citation nécessaire] Ces derniers développent l'adhésion en une liaison permanente après plusieurs heures ou jours.

### Décollement
Un adhésif amovible est conçu pour former une liaison temporaire et, idéalement, peut être retiré après des mois ou des années sans laisser de résidus sur le support. Un adhésif amovible est utilisé en tant que film de protection de surface, ruban de masquage, marque-pages et Post-it, étiquette de prix, matériau graphique promotionnel et pour le contact avec la peau (pansement pour le soin des plaies, électrode d'électrocardiogramme, bande de sport, timbre transdermique, etc.). Un adhésif repositionnable est conçu pour se coller et se décoller de manière répétée. Il a une faible adhérence et ne peut généralement pas supporter un poids important.
Il est parfois difficile de retirer proprement un ruban adhésif sans endommager le support sur lequel il est collé. Tirer à un rythme lent et avec un angle de pelage faible permet de réduire les dommages à la surface.Un résidu d'ASP peut être ramolli à l'aide de certains solvants organiques ou de la chaleur. Le froid extrême (glace sèche, aérosol réfrigérant (en), etc.) peut faire passer un matériau viscoélastique à une phase verre ; il est donc utile pour enlever de nombreux types d'ASP.

## Fabrication
Un adhésif sensible à la pression est fabriqué soit à partir d'un support liquide, soit sous forme solide à 100 %. Les articles tels que les rubans et les étiquettes sont fabriqués à partir d'ASP liquides en appliquant l'adhésif sur un support et en évaporant le solvant organique ou le porteur d'eau, généralement dans un séchoir à air chaud. L'adhésif sec peut être chauffé davantage pour initier une réaction de réticulation et augmenter le poids moléculaire. Les ASP 100% solides peuvent être des polymères à faible viscosité qui sont enduits puis mis en réaction avec un rayonnement pour augmenter le poids moléculaire et former l'adhésif (ASP durci par rayonnement) ; ou ils peuvent être des matériaux à haute viscosité qui sont chauffés pour réduire suffisamment la viscosité pour permettre l'enduction, puis refroidis jusqu'à leur forme finale (Colle thermofusible).

## Composition
Les ASP sont généralement basés sur un élastomère mélangé à un agent d'adhésivité, nommé « résine tackifiante », approprié (par exemple, un ester de colophane). Un élastomère peut être à base de résine acrylique, qui peut avoir une adhésivité suffisante par elle-même et ne nécessite pas d'agent d'adhésivité ; acrylate biosourcé — récemment, un macromonomère biosourcé a été greffé sur un squelette d'acrylate de sorte que l'ASP résultant utilise 60 % de matériaux biosourcés, caoutchouc butyle, éthylène-acétate de vinyle (EVA) à haute teneur en acétate de vinyle ; peut être formulé comme un ASP thermofusible, caoutchouc naturel, nitriles, caoutchouc siliconé (en), nécessitant des tackifiants spéciaux à base de résines de silicate « MQ », composées d'un triméthylsilane monofonctionnel (« M ») ayant réagi avec du tétrachlorure de silicium quadrifonctionnel (« Q »).
Le copolymère bloc de styrène (SBC), également appelé adhésif à base de copolymères de styrène et adhésif à base de caoutchouc, présente une bonne flexibilité à basse température, un allongement élevé et une résistance élevée à la chaleur. Il est fréquemment utilisé dans de la colle thermofusible, où la composition reste collante même lorsqu'elle est solidifiée ; toutefois, des formulations non sensibles à la pression sont également utilisées. Il présente une résistance élevée à la chaleur et une bonne flexibilité à basse température. Sa résistance est inférieure à celle des polyesters. Les SBC ont généralement une structure A-B-A, avec un segment de caoutchouc élastique entre deux blocs d'extrémité en plastique rigide. Formateurs de films très résistants en tant que tels, ils augmentent la cohésion et la viscosité en tant qu'additif. Résistants à l'eau, solubles dans certains solvants organiques ; la réticulation améliore la résistance aux solvants. Les résines s'associant aux blocs terminaux (cumarone-indène, α-méthylstyrène, vinyltoluène, hydrocarbures aromatiques, etc.) améliorent l'adhésion et modifient la viscosité. Les résines s'associant aux blocs intermédiaires (oléfines aliphatiques, esters de colophane, polyterpènes, phénoliques terpéniques) améliorent l'adhésion, le traitement et les propriétés sensibles à la pression. L'ajout de plastifiants réduit le coût, améliore l'adhérence sensible à la pression, diminue la viscosité à l'état fondu, réduit la dureté et améliore la flexibilité à basse température. La structure A-B-A favorise une séparation de phase du polymère, liant ensemble les blocs terminaux, les parties élastiques centrales agissant comme des réticulations ; les SBC ne nécessitent pas de réticulation supplémentaire, le styrène-butadiène-styrène (SBS), utilisé dans les applications ASP à haute résistance, le styrène-éthylène/butylène-styrène (SEBS), utilisé dans les applications non-tissées à faible auto-adhérence, styrène-éthylène/propylène (SEP), styrène-isoprène-styrène (SIS), utilisé dans les applications ASP à faible viscosité et à haute adhérence, éthers vinyliques.